# Avicennia officinalis
A Avicennia officinalis L., conhecida popularmente por mangue indiano ou mangue cinza, é uma espécie vegetal de mangue do tipo angiosperma, ou seja, que possuem sementes protegidas por frutos, e do gênero Avicennia .
Características de ambientes marinhos, a espécie pode ser encontrada no Sul e sudeste da Ásia, norte da Austrália e leste da África . É nativo nas seguintes regiões: Ilhas Andaman, Bangladesh, Bornéu, Camboja, Índia, Jawa, Ilhas Lesser Sunda, Malásia, Maluku, Myanmar, Nova Guiné, Nova Gales do Sul, Território do Norte, Filipinas, Queensland, Sri Lanka, Sulawesi, Sumatra, Tailândia e Vietnã.
A espécie não ocorre no Brasil.
De acordo com a Lista Vermelha de Espécies Ameaçadas da IUCN, a espécie vegetal em questão encontra-se pouco preocupante quanto à ameaça de sofrer com o declínio populacional .
O vegetal possui grande importância por possuir grande parte de sua estrutura útil às industrias e pesquisadores de plantas medicinais. Sua raiz é considerada como afrodisíaca, enquanto sua semente pode ser usada em cataplasmas (tipo de aplicação curativa usada na medicina tradicional e em práticas médicas homeopáticas) .